# Gustav Levin
Tor Gustav Ebbe Levin, född 10 september 1952 i Sigtuna, Stockholms län, är en svensk skådespelare.

## Biografi
Levin tänkte först bli lärare och studerade pedagogik vid Göteborgs universitet. Han avbröt dock denna plan och utbildade sig i stället till skådespelare, först vid Skara Skolscen och 1973–1976 vid Scenskolan i Stockholm. Han har varit engagerad vid bland annat Norrbottensteatern, Turteatern, Riksteatern och Dalvadis. 1991 knöts han till Uppsala Stadsteater och ingår i dess fasta ensemble. Där har han gjort roller som Carlsson i Hemsöborna, advokaten i Ett drömspel, Edgar i Dödsdansen, Trigorin i Måsen, Gajev i Körsbärsträdgården, Manders i Gengångare, Oscar i Fanny och Alexander och Pickering i Pygmalion.
Han TV-debuterade 1984 i serien Träpatronerna. 1989–1991 spelade han brodern Orvar Nilsson i Lars Molins TV-serie Tre kärlekar och 1997 hustrumisshandlare i Skärgårdsdoktorn. Han har sammanlagt medverkat i ett 40-tal filmer och TV-serier, mestadels i mindre roller.
1997 mottog han Teaterförbundets Daniel Engdahl-stipendium. Han har också tilldelats Torgny Segerstedts stipendium 2003 samt Uppsala kommuns kulturstipendium 2003.
Gustav Levin var under 1980- och 1990-talen sambo med skådespelaren Harriet Nordlund (född 1954), med vilken han har två döttrar (födda 1982 respektive 1985). Numera är han sambo med Birgitta Nolin (född 1965), produktionssamordnare vid Uppsala Stadsteater.

## Filmografi (i urval)
- 1984 – Träpatronerna (TV-serie)
- 1988 – Venus 90
- 1989–1991 – Tre kärlekar (TV-serie)
- 1990 – Den svarta cirkeln (TV-serie)
- 1993 – Snoken (TV-serie)
- 1993–1994 – Rederiet (TV-serie)
- 1994 – Fallet Paragon (TV-serie)
- 1994 – Snutarna (TV-serie)
- 1994 – Pillertrillaren
- 1994 – Kan du vissla Johanna?
- 1996 – Zonen (TV-serie)
- 1996 – Juloratoriet
- 1996 – Stengrunden
- 1996 – Stereo (TV-serie)
- 1997 – Under ytan
- 1997 – Skärgårdsdoktorn (TV-serie)
- 1998 – Hamilton
- 1998 – Pappas flicka (TV-serie)
- 1998 – S:t Mikael (TV-serie)
- 1998 – C/o Segemyhr (TV-serie)
- 2000 – Judith (TV-serie)
- 2001 – Skilda världar (TV-serie)
- 2001 – Kvinna med födelsemärke (TV-serie)
- 2001 – Hamilton (TV-serie)
- 2002 – Tusenbröder (TV-serie)
- 2002 – En av oss
- 2003 – Miffo
- 2004 – Pappa Jansson
- 2005 – Moreno och tystnaden
- 2005 – Lasermannen (TV-serie)
- 2006 – Offside
- 2006 – Varannan vecka
- 2007 – Beck – I Guds namn
- 2008 – Oskyldigt dömd (TV-serie)
- 2010 – Fantasia (röst i omdubb)
- 2011 – Någon annanstans i Sverige
- 2012 – Sune i Grekland
- 2012 – Prime Time
- 2012 – Morden i Sandhamn (TV-serie)
- 2012 – Cockpit
- 2012 – Hypnotisören
- 2015 – En underbar jävla jul
- 2015 – Den lille prinsen (röst till Akademiläraren och juryman)
- 2016 – Kubo och de två strängarna (röst till Månkungen)
- 2017 – Saknad (TV-serie)
- 2017 – Hassel (TV-serie)
- 2018 – Mary Poppins kommer tillbaka (röst till Herr Stål Jr.)
- 2021 – Maria Wern – Som skuggor
- 2021 – En kunglig affär (TV-serie) –  Per Albin Hansson

## Teater

### Roller (ej komplett)
| År   | Roll                | Produktion                                                            | Regi                           | Teater                 |
| ---- | ------------------- | --------------------------------------------------------------------- | ------------------------------ | ---------------------- |
| 1976 |                     | Den heliga familjen Rudolf Värnlund                                   | Christian Lund                 | Norrbottensteatern     |
| 1977 |                     | Hermelinarna eller drömmen om stålverket Lars Molin och Macke Nilsson | Christian Lund                 | Norrbottensteatern     |
| 1980 |                     | Så tuktas en argbigga (The Taming of the Shrew) William Shakespeare   | Katariina Lahti                | Norrbottensteatern     |
| 1983 | Gud                 | Du sköna nya paradis Katariina Lahti                                  | Katariina Lahti                | Norrbottensteatern     |
| 1984 |                     | Tom Sawyers äventyr (The Adventures of Tom Sawyer) Mark Twain         | Catherine Parment              | Norrbottensteatern     |
| 1985 |                     | På pottkanten (On purge bébé/Il reduce) Georges Feydeau/Ruzante       | Håkan Bjerking                 | Fågel Blå              |
| 1986 | Markisen            | Mirandolina (Die Wirtin) Peter Turrini                                | Johan Huldt                    | Turteatern             |
| 1987 |                     | Miraklet (The Well of the Saints) John Millington Synge               | Johan Huldt                    | Turteatern             |
| 2009 | Lars Norén          | 7:3. Återbesöket Dennis Magnusson                                     | Dennis Sandin                  | Uppsala stadsteater    |
| 2009 |                     | Soundtrack of your life                                               | Linus Tunström Tomas Alfredson | Uppsala stadsteater    |
| 2009 |                     | Knutby Malin Lagerlöf                                                 | Eva Dahlman (skådespelare)     | Uppsala stadsteater    |
| 2011 |                     | Mefisto (Mephisto) Klaus Mann                                         | Andriy Zholdak                 | Uppsala Stadsteater    |
| 2011 | Sherlock Holmes     | Morden på Bäverns gränd John Fiske                                    | John Fiske                     | Uppsala Stadsteater    |
| 2012 |                     | Fanny och Alexander Ingmar Bergman                                    | Linus Tunström                 | Uppsala Stadsteater    |
| 2013 |                     | Tre systrar (Три сeстры, Tri sestry) Anton Tjechov                    | Dennis Sandin                  | Uppsala stadsteater    |
| 2014 |                     | Två herrars tjänare (Il servitore di due padroni) Carlo Goldoni       | Dritëro Kasapi                 | Uppsala Stadsteater    |
| 2014 | Herr Schultz        | Cabaret John Kander, Fred Ebb och Joe Masteroff                       | Ronny Danielsson               | Uppsala Stadsteater    |
| 2014 |                     | Morbror Vanja (Дядя Ваня, Djadja Vanja) Anton Tjechov                 | Yana Ross                      | Uppsala Stadsteater    |
| 2015 | Stefan Löfven       | Partiledaren som klev in i kylan Daniel Suhonen                       | Dennis Sandin                  | Uppsala Stadsteater    |
| 2016 |                     | Att göra en Tartuffe Dennis Magnusson                                 | Dennis Sandin                  | Uppsala stadsteater    |
| 2017 |                     | Löwensköldska ringen Selma Lagerlöf                                   | Anna Azcárate                  | Uppsala Stadsteater    |
| 2017 | Mattias             | Bröderna Lejonhjärta Astrid Lindgren                                  | Ronny Danielsson               | Uppsala Stadsteater    |
| 2018 | Craig Hale          | Ett skri i natten Anders Lundin och Hans Marklund                     | Hans Marklund                  | Uppsala Stadsteater    |
| 2019 | Edward Bloom senior | Big Fish John August och Andrew Lippa                                 | Ronny Danielsson               | Uppsala Stadsteater    |
| 2019 |                     | Trassel (Out of Order) Ray Cooney                                     | Edward af Sillén               | Krusenstiernska gården |
| 2019 | Mattias             | Bröderna Lejonhjärta Astrid Lindgren                                  | Ronny Danielsson               | Uppsala Stadsteater    |
| 2021 | Dr. Vern Bruener    | Rain Man Dan Gordon                                                   | Emma Bucht                     | Oscarsteatern          |